# رونی توبر (خواننده)
رونی توبر (به انگلیسی: Ronnie Tober) (زاده ۲۱ آوریل ۱۹۴۵) خواننده هلندی است.
او نماینده هلند در یوروویژن ۱۹۶۸ بود.